# 1773 na ciência

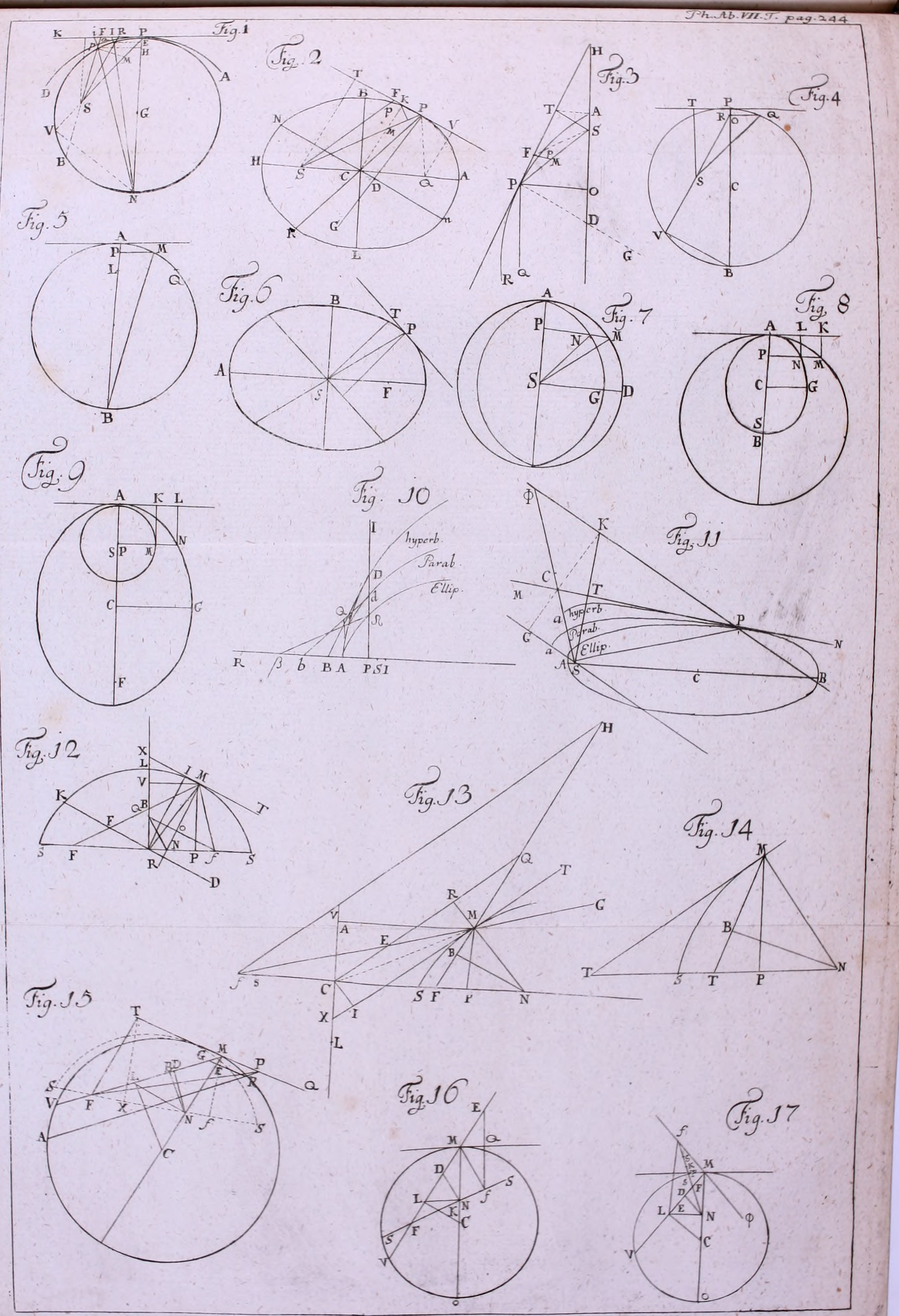
Tratados da Academia de Ciências Churfurstlich-Bávara (1773)

## Eventos
- Carl Wilhelm Scheele e Joseph Priestley de forma independente isolam o oxigênio, chamado de "ar deflogisticado" por Priestly e "ar fogo" por Scheele.[1][2]

## Nascimentos
| Data         | Nome          | Profissão                                                                 | Nacionalidade   | Observações | Ref |
| ------------ | ------------- | ------------------------------------------------------------------------- | --------------- | ----------- | --- |
| 22 de agosto | Aimé Bonpland | botânico, médico, explorador, filantropo, educador, político e industrial | Reino da França | m. 1858     |     |

## Mortes
| Data | Nome | Profissão | Nacionalidade | Observações | Ref |
| ---- | ---- | --------- | ------------- | ----------- | --- |

## Prémios
Medalha Copley
- John Walsh[3]